# Ключ 135
| 舌                     | 舌   | 舌   |
| ---------------------- | ---- | ---- |
| 134                    | 135  |      |
| Піньінь:               | shé  | shé  |
| Чжуїнь:                |      |      |
| Вейд-Джайлз:           |      |      |
| Ютпхін:                |      |      |
| Он:                    |      |      |
| Кун:                   | した | した |
| Кандзі:                |      |      |
| Хун:                   | 설   | 설   |
| Им:                    | 혀   | 혀   |
| Індекс у Вікісловнику: | 舌   | 舌   |

Ключ 135 (舌, в юнікоді ) — один з 28 (з загальної кількості 214) ієрогліфічних ключів, який записується 6 рисками.
В Словнику Кансі подано 8 ієрогліфи з цим ключем.

## Ієрогліфи
| кількість рисок | ієрогліфи |
| --------------- | --------- |
| без додаткових  | 舌        |
| 2 додаткові     | 舍 舎 舏  |
| 4 додаткові     | 舐        |
| 5 додаткових    | 舑        |
| 6 додаткових    | 舒        |
| 8 додаткових    | 舓 舔 舕  |
| 9 додаткових    | 舖 舗     |
| 10 додаткових   | 舘        |
| 12 додаткових   | 舙        |
| 13 додаткових   | 舚        |